# Coupe des clubs champions européens féminine de handball 1987-1988
Navigation
Coupe des clubs champions 1986-1987 Coupe des clubs champions 1988-1989
La Coupe des clubs champions européens féminin de handball 1987–1988 est la 28e édition de la plus grande compétition européenne des clubs féminins de handball, organisée par l’IHF. Elle s'est tenue du 20 septembre 1987 au 8 mai 1988. 
Le club soviétique du Spartak Kiev, tenant du titre, remporte son treizième et dernier titre en s'imposant à nouveau en finale face au club autrichien d'Hypobank Vienne. Vainqueur de treize buts la saison précédente, Kiev n'a cette fois que deux buts d'avance sur son adversaire qui va bientôt lui succéder dans la domination de la compétition...

## Participants
Vingt-quatre clubs participent à la compétition.
L'Italie est représentée par le Sardinia Sassari, seulement troisième du championnat 1986-1987, au lieu du champion, le PF Cassano Magnago.
Huit clubs sont exemptés du tour préliminaire en lien avec les performances des nations la saison précédente.

## Résultats

### Tour préliminaire
Les résultats du tour préliminaire sont :
| Équipe 1         | Score   | Équipe 2                    | Aller | Retour |
| ---------------- | ------- | --------------------------- | ----- | ------ |
| US Kulubu Ankara | 30 – 71 | Budapest Spartacus SC       | 16-25 | 14-46  |
| Athinaïkós       | .. – .. | Sardinia Sassari            | 16-19 | ..-..  |
| Íber Valencia    | 29 – 30 | USM Gagny                   | 15-13 | 14-17  |
| Benfica Lisbonne | 46 – 21 | HBC Bascharage              | 28-7  | 18-14  |
| Rodovre IL       | 32 – 37 | Byåsen Trondheim            | 19-16 | 13-21  |
| LC Brühl St-Gall | 32 – 35 | Initia Hasselt              | 20-14 | 12-21  |
| KS Cracovia      | 63 – 28 | Wakefield Metros            | 30-11 | 33-17  |
| CSKA Sofia       | .. – .. | Maccabi Kiriat-Samret Holon | 32-8  | ..-..  |

### Huitièmes de finale
| Équipe 1                | Score   | Équipe 2            | Aller | Retour |
| ----------------------- | ------- | ------------------- | ----- | ------ |
| Spartak Kiev            | 53 – 47 | CS Știința Bacău    | 26-24 | 27-23  |
| V&L Geelen              | 25 – 64 | ASKV Francfort/Oder | 16-28 | 9-36   |
| Budapest Spartacus SC   | 74 – 36 | Sardinia Sassari    | 40-18 | 34-18  |
| Benfica Lisbonne        | 25 – 42 | USM Gagny           | 12-18 | 13-24  |
| TSV Bayer 04 Leverkusen | 47 – 41 | Byåsen Trondheim    | 25-21 | 22-20  |
| TJ ZVL Prešov           | 38 – 39 | Radnički Belgrade   | 25-22 | 13-17  |
| KS Cracovia             | 49 – 39 | Initia Hasselt      | 35-25 | 14-14  |

### Quarts de finale
| Équipe 1                | Score   | Équipe 2            | Aller | Retour |
| ----------------------- | ------- | ------------------- | ----- | ------ |
| Spartak Kiev            | 49 – 38 | ASKV Francfort/Oder | 23-21 | 26-17  |
| Budapest Spartacus SC   | 56 – 51 | USM Gagny           | 32-23 | 24-28  |
| TSV Bayer 04 Leverkusen | 37 – 39 | Radnički Belgrade   | 22-20 | 15-19  |
| KS Cracovia             | 40 – 52 | Hypobank Vienne     | 21-22 | 19-30  |

### Demi-finales
| Équipe 1              | Score   | Équipe 2        | Aller | Retour |
| --------------------- | ------- | --------------- | ----- | ------ |
| Budapest Spartacus SC | 50 – 63 | Spartak Kiev    | 25-27 | 25-36  |
| Radnički Belgrade     | 36 – 38 | Hypobank Vienne | 21-18 | 15-20  |

### Finale
| Équipe 1     | Score   | Équipe 2        | Aller | Retour |
| ------------ | ------- | --------------- | ----- | ------ |
| Spartak Kiev | 33 – 31 | Hypobank Vienne | 16-14 | 17-17  |

## Les championnes d'Europe
| Champion d'Europe - Coupe des clubs champions féminine 1987–1988 Spartak Kiev 13e titre |

L'effectif du Spartak Kiev était notamment composé de :
- Marina Bazanova
- Inna Chevtchenko
- Viktoriya Garnoussova
- Tatiana Gorb
- Irina Maljko (GB)
- Lilya Michourina
- Tamila Oleksiouk
- Svetlana Mankova (en)
- Natalia Rousnatchenko (GB)
- Lilia Rybalko
- Olha Semenova (en)
- Zinaïda Tourtchyna
- Evguenia Tovstogan

Entraîneur
- Igor Tourtchine

Remarque : Natalia Mitriouk et Larissa Karlova (qui a accouché en avril 1988) n'apparaissent pas parmi les joueuses ayant participé à la compétition mais faisaient a priori partie du Spartak Kiev.